# 粟根昭二郎
粟根 昭二郎（あわね しょうじろう、1927年2月25日 - ）は日本の七宝工芸作家。長男は七宝工芸作家の粟根仁志。広島における七宝制作・普及の草分け的存在であると共に、西日本においての先駆者。

## 略歴
広島県三原市糸崎町で粟根豊一の長男に生まれる。1965年に妻・知恵と結婚して以降七宝の技術を学び始め、広島市に夫婦で七宝教室を開設。1977年に第24回日本伝統工芸展に初入選。1984年には日本工芸会正会員に認定され、同諸工芸部会幹事や同諸工芸部会展実行委員を歴任。2005年に地域文化功労者表彰(文部科学大臣)を受賞した。
七宝を始めた当初、西日本には指導者がおらず、全国の工房や美術館などを巡り、独学で技術を身につけた。有力業者の開拓によって、装身具を中心とする技法が急速に発達し、七宝人口も爆発的に増加すると、教育機関等の指導者として七宝の普及に力を注いだ。また日本伝統工芸展に出展、入選を続け、七宝を工芸美術に高めた。

## 年譜

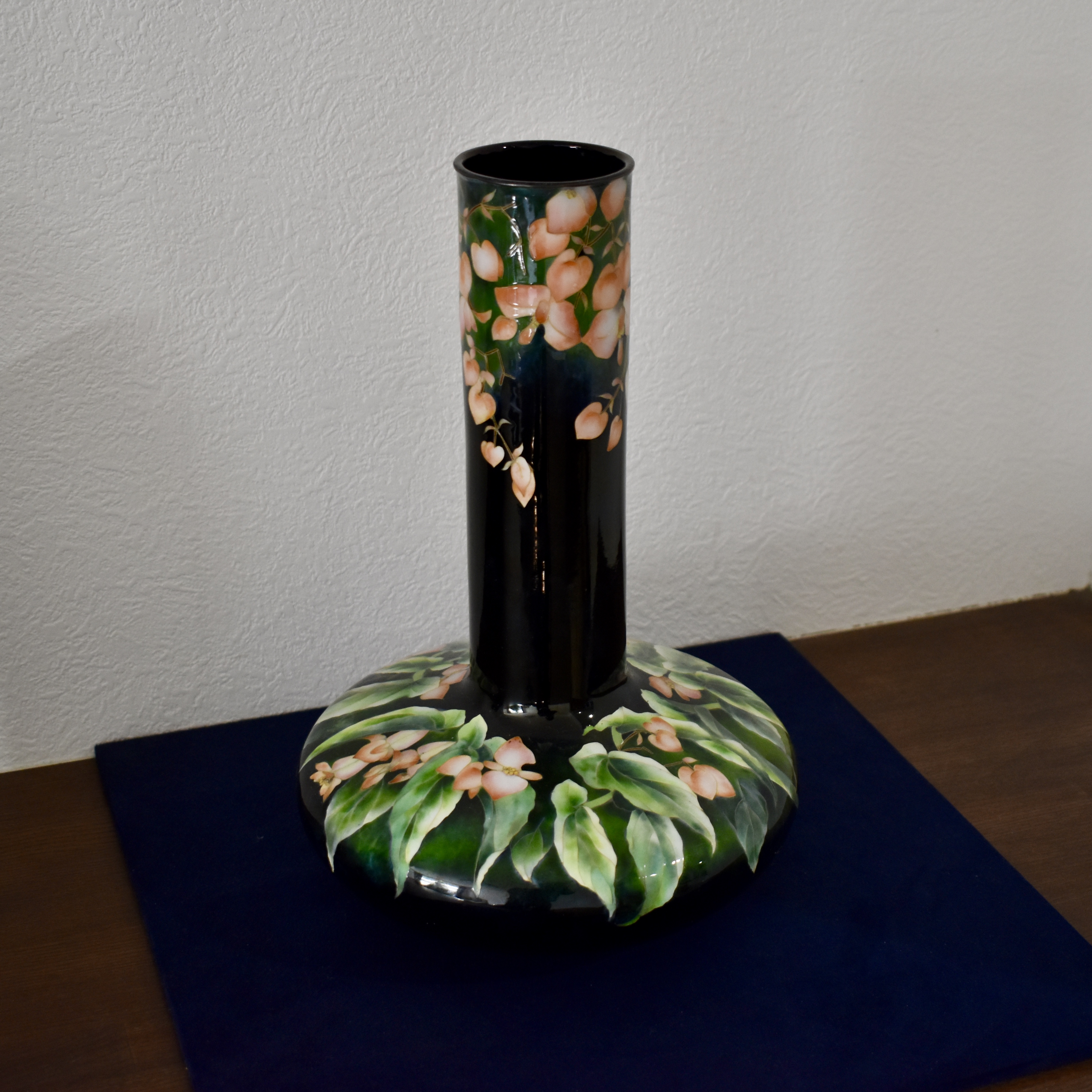
作品

- 1925年  広島県三原市糸崎町で粟根豊一の長男に生まれる
- 1965年 妻・知恵と結婚
- 妻と共に七宝を始める
- 1977年 第24回日本伝統工芸展 初入選
- 1978年 日本工芸会中国支部展入選
- 1979年 北京市の七宝工場を視察研究
- 1981年 中国七宝協会設立、会長に就任
- 1984年 日本工芸会正会員に認定、同諸工芸部会幹事・同諸工芸部会展実行委員
- 1991年 ドイツ・ハノーバーで作品展示
- 1994年  広島市文化功労者
- 2000年 日本工芸会中国支部展　金重陶陽賞を受賞
- 2001年 七宝菓子器「安芸」を皇太子・同妃に献上
- 2003年 広島文化賞
- 2004年 中国文化賞・広島県地域文化功労者表彰
- 2005年 地域文化功労者表彰(文部科学大臣)を受賞制作風景作品

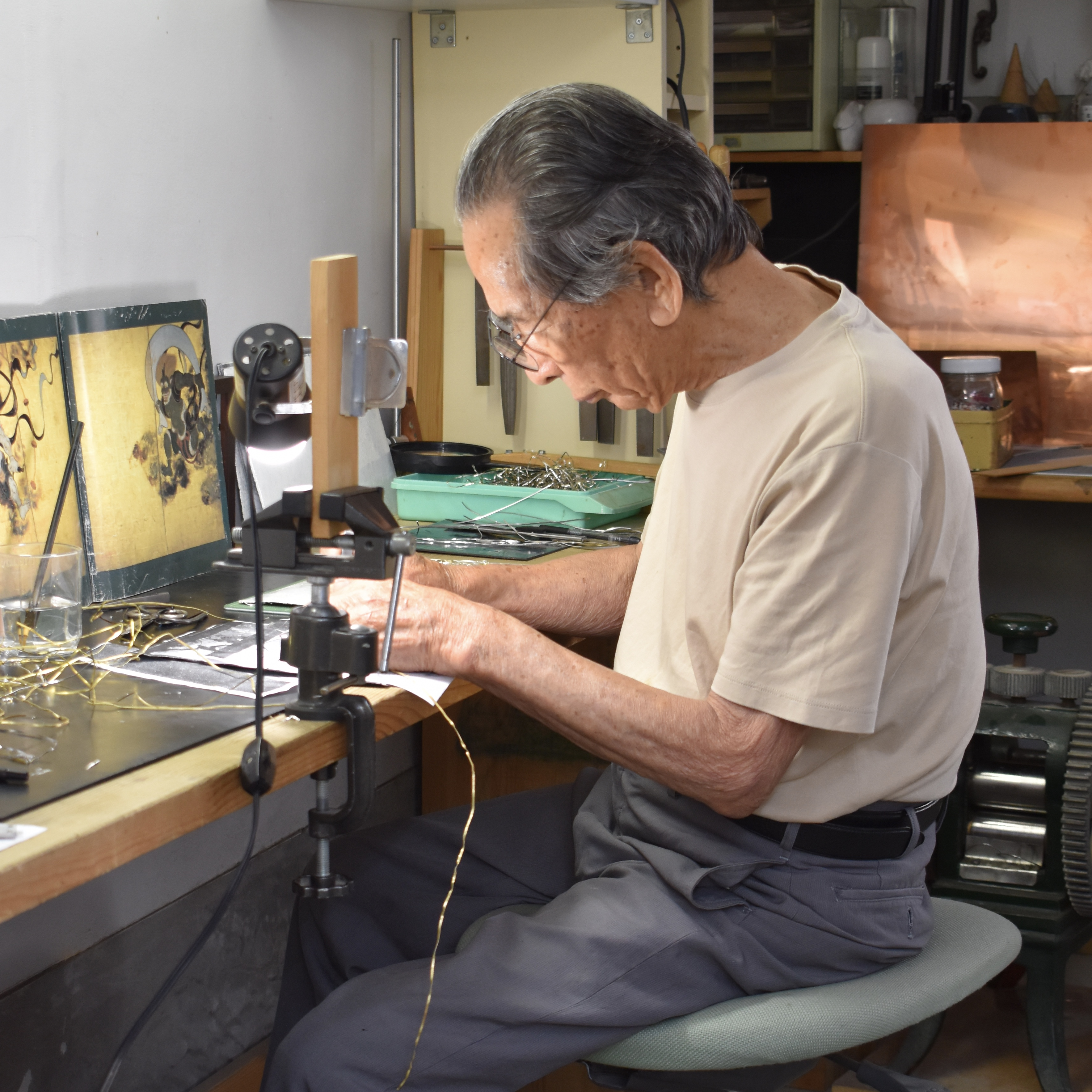
制作風景